# Pueblo Pablo Torelo
Otumpa es una comisión municipal argentina ubicada en el departamento Moreno de la provincia de Santiago del Estero. El nombre de la localidad es Pueblo Pablo Torelo, pero el mismo se utiliza poco.
Se halla en la intersección de las rutas provinciales 92 y 6, la primera la vincula al noroeste con Aerolito, y la segunda al nordeste con Sachayoj y al sudoeste con Quimilí.
Se formó en torno a la estación de ferrocarril Otumpa del Ramal C5 del Ferrocarril Belgrano, que movilizaba principalmente el resultado de la explotación forestal.
El nombre Otumpa del municipio se usa también para la estructura geológica Lomadas de Otumpa.

## Población
Cuenta con 644 habitantes según el censo 2022, lo que representa un incremento del 46% frente a los 439 habitantes (Indec, 2010) del censo anterior.
| Gráfica de evolución demográfica de Pueblo Pablo Torelo entre 1991 y 2022 |
|                                                                           |
| Fuente: Censos nacionales del INDEC                                       |